# 쿠로사와 미나모
쿠로사와 미나모(黒沢 みなも, 보통 쿠로사와 선생님(くろさわ先生) 또는 냐모(にゃも)로 불림, 한국어 더빙판은 주세미)는 일본의 애니메이션과 만화 시리즈 《아즈망가대왕》에 등장하는 인물이다.

## 인물
무대가 되는 학교에서 체육 선생을 맡고 있으며, 시리즈 첫 해에는 5반, 나머지 2년은 2반의 담임 선생이다. 타니자키 유카리의 고등학교 동창이자 라이벌이다. '냐모'는 학생 시절부터 있던 별명인데 유카리 및 토모가 미나모를 부를 때 쓴다.(한국판에서는 '주세미'를 '수세미'로 부르는 것으로 대체되었다.) 이외 학생들은 '쿠로사와 선생님'으로 부른다. 유카리는 토모의 과거 버전처럼 보임에 반해, 냐모는 요미(외모보다는 성격)와 비슷해 보이며, 두 선생의 특이한 관계는 토모와 요미의 그것과 비슷하다.
학생들에게 인기가 좋고, 인덕이 있으며, 유카리보다 훨씬 더 절제가 되는 성격이다. 유카리는 종종 미나모의 과거 연애 경력을 들춰내서 놀리고 '멍청한 체육 선생'이라고 부른다. 여름 방학 때 술에 취한 뒤 적나라한 이야기를 제자들 앞에서 해주기도 한다.
자기 반의 담임이자 체육 선생임에 더하여, 여자 수영부의 코치도 겸한다. 수영부원 카구라는 미나모를 '코치'라고 부르며, 매우 존경한다. 미나모가 유카리에 비해 학생들과 함께하는 모습을 더 많이 보이고, 선생이 지닐 모범을 더 많이 보여주기 때문에 미나모의 반 학생들은 담임에게 자신들의 문제를 종종 상담하러 가며, 유카리는 여기에 더욱 질투한다.
푸른 색의 도요타 비츠를 몰고 다닌다. 자기의 과거 연애사에 대해 굉장히 민감한 반응을 보인다.
미나모는 교사라는 직업에 헌신하는 모습을 보이며, 애니메이션에서는 고등학교 동창으로부터 교사보다 더 많은 수입과 권한을 누릴 수 있는 직장으로 오라는 제의를 받음에도 거절하고 계속 교사의 길을 걷기로 마음먹는 모습을 보여주기도 한다.

## 성우
TV 시리즈 및 극장판히사카와 아야
아즈망가 웹 대왕히라마츠 아키코
한국어판함수정
영어판모니카 리알

## 캐릭터송
- 《おとなを休んで出かけよう》 하타 아키 작사, 가나이 고스케 작곡
- 《天職イコ-ル快感の法則》 하타 아키 작사, 가나이 고스케 작곡